# امامزاده زین‌العابدین
امامزاده زین العابدین باغخواص مربوط به دوران‌های تاریخی پس از اسلام است و در شهرستان ورامین، بخش مرکزی، روستای باغ خواص واقع شده و این اثر در تاریخ ۱۱ شهریور ۱۳۸۲ با شمارهٔ ثبت ۹۸۹۲ به‌عنوان یکی از آثار ملی ایران به ثبت رسیده است.